# Ralph Winston Fox

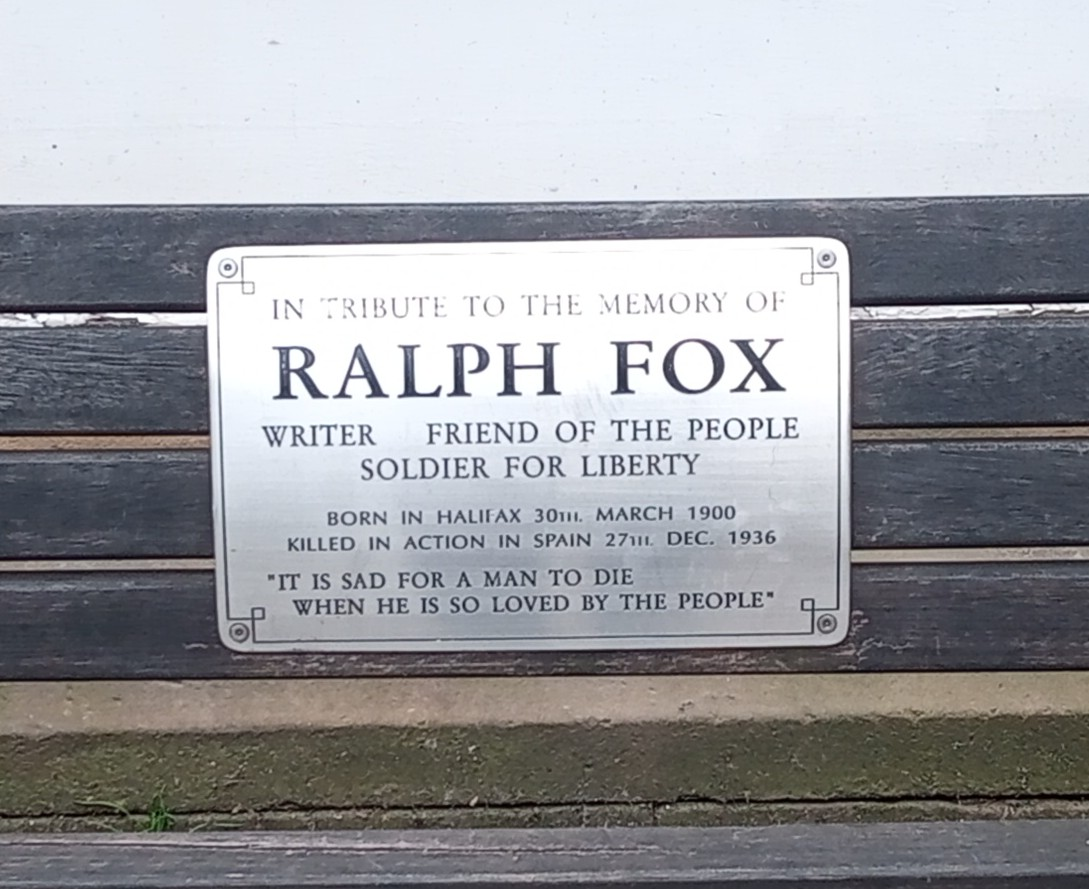
Gedenktafel in Fox’ Heimatstadt Halifax

Ralph Winston Fox (* 30. März 1900 in Halifax (West Yorkshire); † 27. oder 28. Dezember 1936 bei Córdoba (Spanien)) war ein britischer Historiker, Literaturwissenschaftler und Schriftsteller.

## Leben

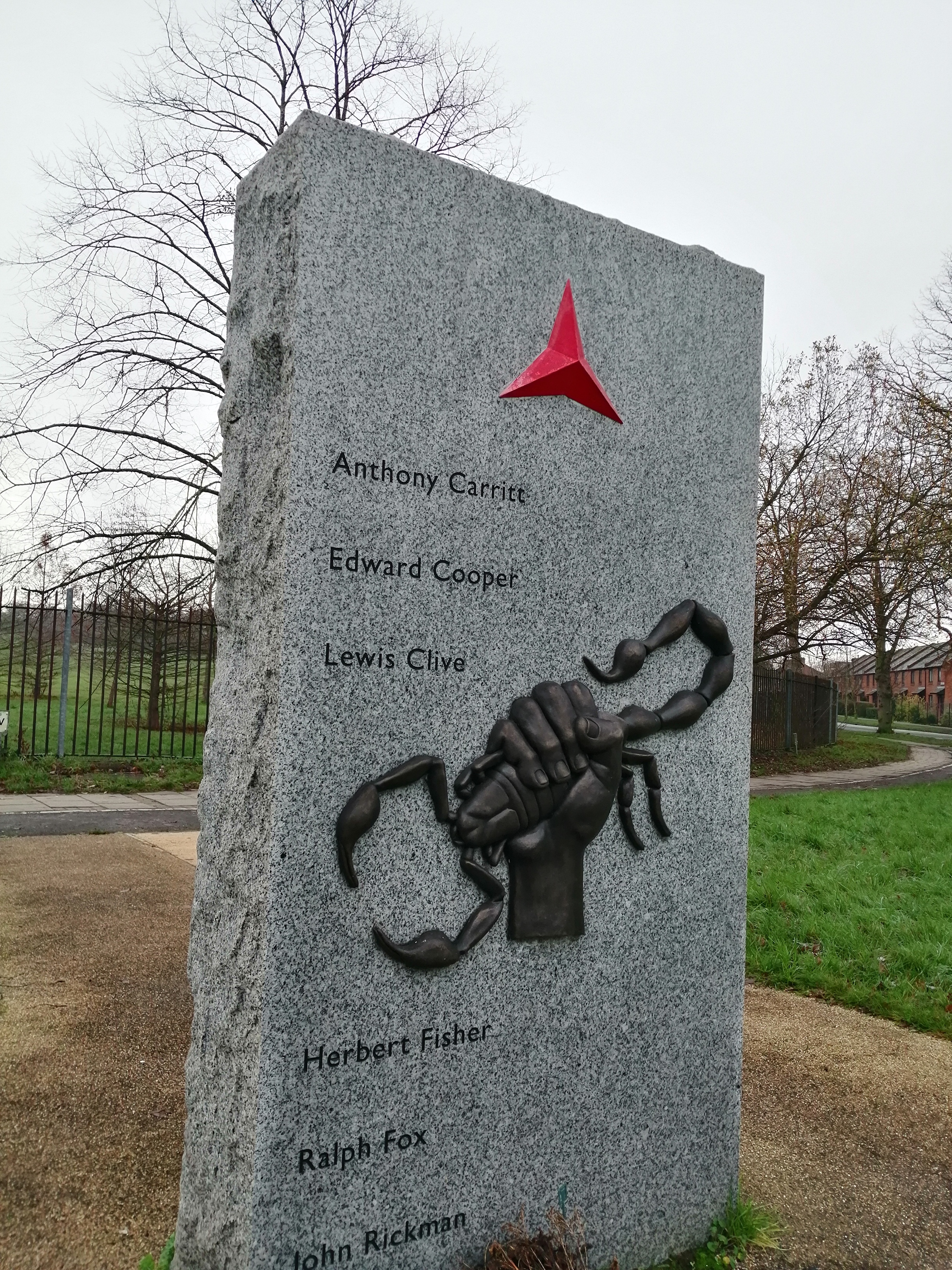
Fox’ Name auf dem Denkmal für die im Spanischen Bürgerkrieg Gefallenen aus Oxford

Fox studierte moderne Sprachen in Oxford und ging 1920 nach Sowjetrussland. Nach seiner Rückkehr und seinem Studienabschluss wurde er 1925 Mitglied der Kommunistischen Partei Großbritanniens. Er kehrte mehrfach in die Sowjetunion zurück; von 1930 bis 1932 war er wissenschaftlicher Mitarbeiter am Marx-Engels-Lenin-Institut in Moskau. 1936 schloss er sich den Internationalen Brigaden an und nahm als politischer Kommissar des Neun-Nationalitäten-Bataillons (Teil der XIV. Internationalen Brigade) am Spanischen Bürgerkrieg teil. Er starb Ende Dezember desselben Jahres in der Schlacht von Lopera.

## Werk/Wirken
Fox schrieb über seine Erfahrungen in der Sowjetunion die beiden Romane People of the Steppes (1925) und Storming Heaven (1928). Zudem schrieb er für die Parteizeitung Daily Worker, verfasste eine Lenin-Biografie (1933) und mehrere zeitgeschichtliche Studien, von denen manche erst posthum veröffentlicht wurden. Seine aus der Perspektive des sozialistischen Realismus verfasste literaturwissenschaftliche Studie The Novel and the People (1937) erschien unter dem Titel Der Roman und das Volk auch in deutscher Sprache.